# Нілюфер-хатун
Нілюфер-хатун (тур. Nilüfer Hatun), також Люлюфер-хатун (тур. Lülüfer Hatun) і Улюфер-хатун (тур. Ülüfer Hatun) - наложниця правителя османської держави Орхана I, мати султана Мурада I. Вона була першою рабинею християнського походження, яка стала матір'ю османського султана.

## Біографія
За загальноприйнятою версією, Нілюфер була візантійською гречанкою, дочкою короля Ярхісара. Деякі дослідники називають Нілюфер ім'ям при народженні — Холофіра (Олівера). Дата її народження невідома.
Згідно із записами XV століття, Нілюфер стала дружиною Орхана I, коли він був молодий, а його батько тільки набирав силу. Нілюфер була заручена з правителем Белокоми; цей союз був спрямований проти Османа I. Навесні 1299 року (за іншими даними 1300 року) Османа зі своїми людьми запросили на святкування весілля в Калдирак поблизу Белокоми, де інші правителі планували його вбивство. Однак під час святкування Осман I захопив Белокому, і Нілюфер виявилася в числі його бранців. Осман I подарував дівчину своєму сину — майбутньому бею Орхану I; також, існує версія про те, що Осман I планував залишити дівчину в своєму гаремі. У разі, якщо Нілюфер була першою дружиною Орхана, вона також стала першою іноземкою в гаремі османських правителів.
Версія XV століття про те, як Нілюфер потрапила в гарем піддається сумнівам: так, Леслі Пірс зазначає, що історія із захопленням нареченої на весіллі в Белокомі могла бути заснована на реальних подіях, проте стосувалося вона не Нілюфер, а іншої дружини Орхана — також гречанки Аспорчі; візантійські джерела також не підтверджують цієї версії.

## Останні роки
З 1331 року Нілюфер довгий час залишалася в місті Ізнік. У 1359 році її син Мурад I став правителем Османського бейліку, а згодом — правителем Османської імперії. Нілюфер отримала титул, аналогічний титулу валіде-султан, який з'явився пізніше.
1388 року в Ізнику за наказом Мурада I в пам'ять про його матір побудовано імарет (благодійна кухня), це може свідчити про те, що Нілюфер померла не пізніше початку 1380-х років. Нілюфер померла в Бурсі та похована в гробниці чоловіка в цьому місті.